# کی‌لین
کی‌لین (انگلیسی: Qeelin) شرکت کالای لوکس چینی است، که در سال ۲۰۰۴ تأسیس شد.